# Zazú

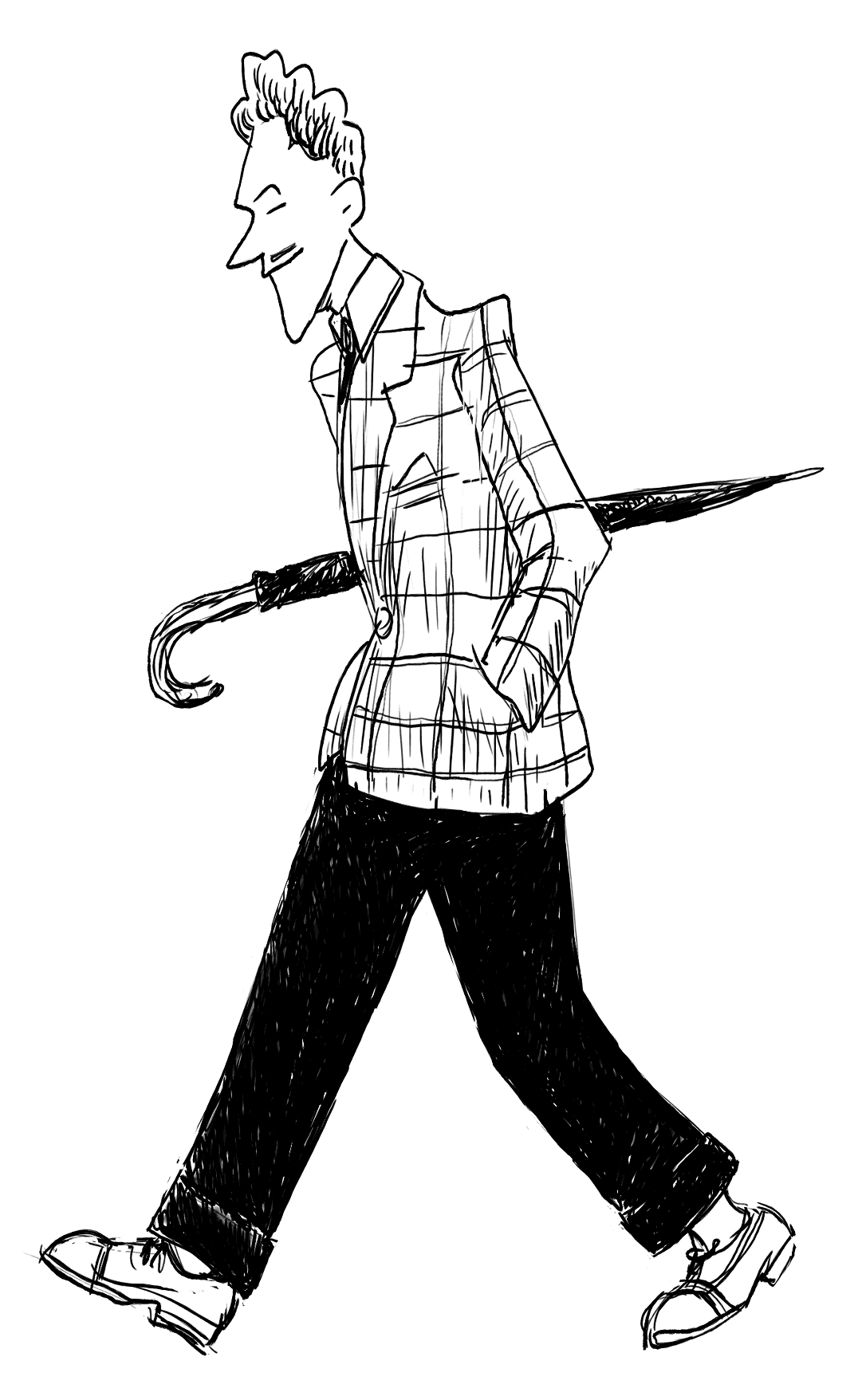
Caricatura de un zazú.

Los zazús fueron una corriente de moda de la Francia de los años 1940. Se trataba de jóvenes reconocibles por su ropa inglesa o estadounidense y por compartir su amor al jazz. Lo que hoy se denominaría una "tribu urbana".
El término zazú (zazou, escrito en francés) probablemente viene de la canción Zah Zuh Zah, de Cab Calloway, famoso por su Minnie the Moocher. Para el músico francés Hector Zazou, los zazú fueron una subcultura de la Francia de la Segunda Guerra Mundial. Eran jóvenes que expresaban su individualidad llevando ropa grande o estridente (similar a la moda de unos años antes que se conoció como Zoot suit en los Estados Unidos), y bailando libremente swing jazz y bebop. Los chicos vestían amplias chaquetas de cuadros y a menudo también paraguas, mientras que las chicas llevaban faldas cortas, medias rayadas y zapatos pesados.
En Alemania, especialmente en Hamburgo, Fráncfort del Meno y Berlín, tuvieron su equivalente en los Swing Jugend (jóvenes del swing), movimiento inicialmente apolítico pero cada vez más antagónico de la Juventud Hitleriana.

## Orígenes del movimiento
Durante la ocupación alemana de Francia, el régimen profascista de Vichy, en colaboración con los nazis, impuso una moral ultra-conservadora que reflejó en su legislación, dificultando todo cuanto sirviera a los jóvenes para demostrar inquietud y desencanto. Estos jóvenes zazús expresaron su resistencia y disconformidad mediante agresivos concursos de baile y otras manifestaciones dirigidas a veces contra los soldados de las fuerzas de ocupación.
Hubo zazús por toda Francia, pero la mayoría se concentraba en todo París. Los dos lugares de encuentro más importantes para los zazús fueron la terraza de la cafetería Pam Pam en los Campos Elíseos y el Boul'Mich (el Boulevard Saint-Michel cerca de la Sorbona).
Los zazús de los Campos Elíseos solían proceder de familias de clase media, y eran de más edad que los del Barrio Latino. Los de los Campos Elíseos eran fácilmente reconocibles en la terraza de la Pam Pam y montaban en bicicleta por las tardes en el Bosque de Boulogne. En el Barrio Latino, los zazús se reunían en los clubs de catadores de Dupont-Latin o el Capoulade.

## Características
Los varones llevaban chaquetas extra-grandes, a imitación de Calloway, que colgaba hasta las rodillas, equipadas con muchos bolsillos y a menudo con varias trabillas. La cantidad de material utilizado fue una reacción a los decretos del Gobierno sobre el racionamiento de tejidos y complementos. Sus pantalones eran estrechos, ceñidos en la cintura, y sus corbatas de algodón o lana densa. Los cuellos de las camisas eran altos y se mantenían con un pasador horizontal. Les gustaban los zapatos de ante de suela gruesa, con calcetines blancos o de colores brillantes. Mantenían el peinado con un fijador que daba aspecto graso al cabello.
Las chicas zazú llevaban el cabello en largos rizos que caían sobre sus hombros, o en trenzas. Preferían ser rubias, con labios rojo brillante y gafas de sol, que también llevaban algunos chicos zazú. Vestían chaquetas con hombros muy anchos y cortas faldas plisadas. Sus medias eran de rayas y a veces de red, y llevaban zapatos con gruesas suelas de madera.
Los zazú eran fanáticos de los tejidos a cuadros en chaquetas, faldas o paraguas. Les gustaban los restaurantes vegetarianos y tenían pasión por la ensalada de zanahoria rallada. Por lo general bebían jugo de frutas o cerveza con jarabe de granadina, un cóctel que seguramente inventaron.
Probablemente no hubo millares, sino solo centenares de zazús. La mayoría tenían de 17 a 20 años. En realidad hubo zazús de todas las clases, razas y sexos, pero con bastante unidad de estilo. Los zazús de menos recursos económicos recurrían al robo de telas y al mercado negro para obtener sus equipos, y a veces confeccionaban su propia ropa. Algunos de los zazús más bohemios, y en especial los del Barrio Latino introdujeron variantes en el vestuario, como chaquetas de piel de oveja y bufandas multicolores.
Sus puntos de vista irónicos y sarcásticos sobre los nazis/gobernantes de Vichy, su carácter dandi y hedónico, su recelo sobre la ética del trabajo y su amor por el "decadente" jazz, les distinguen como uno de los movimientos que mejor representan el cuestionamiento de los jóvenes hacia la sociedad.
Aunque no sufrieron tanto como sus contemporáneos de la clase obrera Piratas de Edelweiss en Alemania, (algunos de los cuales fueron ahorcados por los nazis), la subcultura zazú representa una significativa minoría disidente en aquella sociedad que tanta aquiescencia y complicidad generalizada mostraba hacia aquel régimen.

## "Sincopado"
Una revista fascista comentó sobre los zazú: "Esta es la muestra de Ultra Swing 1941: “el pelo cayendo hasta el cuello, con un tupé cuidadosamente desordenado, bigotito al estilo Clark Gable ... zapatos con suelas extra- gruesas, andares sincopados..."
Los zazús se inspiraban directamente en el jazz y el swing. El jazz negro había brotado con fuerza en Montmartre en los años de entreguerras. Los negros estadounidenses se sentían más libres en París que en su tierra, así que el jazz local se vio reforzado en gran medida por esta inmigración. Músicos como Django Reinhardt interpretaron su jazz en los clubes de París.
Como se ha mencionado anteriormente nombre de zazú probablemente procede de una frase de la canción Zah Zuh Zah, del músico negro de jazz Cab Calloway. Otra referencia fue Johnny Hess, que dio a conocer Je suis swing a principios de 1942, en la que decía "Za Zou, Zou za, za Zou, Zou za ze", vendiendo más unidades que cualquier otra canción editada anteriormente en Francia. Un representante del zazú, el cantante anarquista y compositor, trompetista de jazz, poeta y novelista Boris Vian, fue también muy aficionado a introducir estos sonidos de Z en su trabajo.
Los zazús fueron obviamente detestados por los nazis que ya habían diezmado la vanguardia cultural alemana, habían prohibido el jazz y todo aquello que les parecían signos visibles de degeneración de la cultura germánica. Por ejemplo, el joven zazú Pierre Seel fue deportado a un campo de concentración alemán debido a su homosexualidad.
Cuando los judíos fueron obligados a portar la estrella amarilla, algunos opositores optaron por ponerse otra estrella similar con textos como 'budista', 'goy' (gentil) o "victoria". También algunos zazús hicieron lo mismo, escribiendo  'zazú'  bajo la estrella. Cuando los judíos franceses fueron eliminados de la vida pública por el régimen de Vichy bajo la supervisión nazi, se expandió el movimiento zazú como respuesta.

## Antagonismo durante la Guerra
Vichy había comenzado con sus campos de trabajo para jóvenes en julio de 1940, lo que fue percibido por el movimiento zazú como un intento de adoctrinar a la juventud francesa. Al igual que en 1870-71, Francia reaccionó a su derrota reformando las instituciones existentes y creando otras nuevas. El régimen de Vichy estaba muy preocupado por la educación, la moral y la productividad de la juventud francesa. En 1940 creó un Ministerio de la Juventud. Consideraban el zazú como una influencia opuesta a sus principios y peligrosa para la juventud.
En 1940 la prensa publicó 78 artículos anti-zazú, otros nueve en 1941 y 38 más en 1943. En esos documentos Vichy deploró la bajeza moral y la decadencia que afectaba a la moral francesa. Los zazú eran vistos como vagos, egoístas, irresponsables y judeo-gaullistas.
En 1942 el régimen de Vichy se dio cuenta de que el resurgimiento nacional que deseaban que fuera ejecutado por los jóvenes bajo sus directrices iba a verse gravemente afectado por el rechazo cada vez más extendido a los valores que estaban imponiendo, como el patriotismo, la ética laboral, la auto-exigencia, la austeridad y la masculinidad. Pronto comenzaron las redadas en los bares y los zazús eran golpeados en la calle. Se convirtieron en el enemigo número uno de las organizaciones juveniles fascistas, (Jeunesse Populaire Française). El eslogan era “¡A por el cuero cabelludo de los zazús!”.  Escuadrones de jóvenes fascistas de la JPF armados con maquinillas de pelo amedrentaban a los zazús. Muchos de éstos fueron arrestados y enviados al campo a cosechar.
Así, el movimiento zazú pasó a la clandestinidad refugiándose en sus salones de baile y clubes de catadores. También se hicieron sospechosos ante la Resistencia Comunista oficial por su carácter apático y porque cuestionaban toda clase de guerras.
La canción "In the night", de Pet Shop Boys trata sobre los zazú. También el grupo roquero belga TC Matic trata el tema en los años 80 en su canción "Les zazous".